# Jumbo (Musical)
Jumbo ist eine Musical-Zirkus-Revue, eine Extravaganza mit der Musik von Richard Rodgers und Texten von Lorenz Hart. Das Buch stammt von Ben Hecht und Charles MacArthur. In einer der Hauptrollen war Jimmy Durante zu sehen. Die Uraufführung fand am 16. November 1935 im Hippodrome Theatre in New York statt.

## Hintergrund
Der Broadwayproduzent Billy Rose holte Rodgers und Hart für sein Zirkus-Musical-Projekt aus Hollywood nach New York zurück. Er mietete das größte New Yorker Theater, das Hippodrome Theatre, und ließ es so umbauen, dass es im Inneren wie ein Zirkuszelt aussah. Die Produktion verschlang die damalige Rekordsumme von $ 340.000. Auch der Betrieb war so kostspielig, dass die Show, obwohl sie erfolgreich war, nach 233 Aufführungen schließen musste.
Dies war das erste Musical, das George Abbott (in Zusammenarbeit mit John Murray Anderson) inszenierte.

## Handlung
Als Klammer für Musik, Tanz, Akrobatik, Tierdressur und Varieté dient eine Geschichte ähnlich Romeo und Julia:
Der Nachwuchs zweier rivalisierender Zirkusunternehmer-Familien, Matt Jr. und Mickey, darf nicht zusammenkommen, denn die beiden Familienoberhäupter Matthew Mulligan und John A. Considine sind seit ewigen Zeiten zerstritten. Considine, Mickeys Vater, hat aber noch andere Sorgen: Unter anderem durch sein Alkoholproblem steht sein Zirkus kurz vor dem Ruin. Um diesen abzuwenden, rät Considines „Press Agent“ Claudius B. Bowers zum Versicherungsbetrug.
Am Ende gelingt es den Liebenden, die Väter zu versöhnen.

## Bekannte Musiknummern
- Over and Over Again
- The Most Beautiful Girl in the World
- Little Girl Blue
- My Romance
- There’s a Small Hotel – wurde während der Tryouts herausgenommen und später im Musical On Your Toes verwendet

## Verfilmung
Die Verfilmung von 1962 unter dem Titel Billy Rose’s Jumbo (dt. Spiel mit mir) von Charles Walters mit Doris Day und Jimmy Durante basiert auf dem Musical.